# Воловот
Воловот или Горно Воловот (на гръцки: Νέα Σάντα, Неа Санда, до 1926 година Βολοβότ или Άνω Βολοβότ, Воловот, Ано Воловот) е село в Егейска Македония, Гърция, дем Кукуш (Килкис), област Централна Македония.

## География
Селото е разположено на 120 m надморска височина, на 20 km южно от Кукуш (Килкис), близо до левия бряг на река Галик (Галикос).

## История
Югоизточно над Воловот в планината Средец е разположена Воловотската крепост – късноантично селище, обявено за защитен паметник.
След Междусъюзническата война районът попада в Гърция. В 20-те години тук са заселени гърци бежанци от понтийското село Санда. В 1923 година селото има 878 жители. В 1926 година селото е прекръстено на Неа Санда.
В 1928 година Воловот е представено като чисто бежанско село със 190 бежански семейства и 673 души.
Населението традиционно произвежда жито, като землището му е богато, тъй като се напоява от Курудере.
| Име          | Име               | Ново име | Ново име | Описание                  |
| ------------ | ----------------- | -------- | -------- | ------------------------- |
| Попов чифлик | Τσιφλίκι Παπαδιας | Пападия  | Παπαδιά  | местност на З от Воловот  |
| Рахманли     | Ραμχανλή          | Профитис | Προφήτης | местност на ЮИ от Воловот |
| Деве Каран   | Ντεβέ Καράν       | Камила   | Καμήλα   | планина на ЮИ от Воловот  |

| Година    | 1913 | 1920 | 1928 | 1940 | 1951 | 1961 | 1971 | 1981 | 1991 | 2001 | 2011 | 2021 |
| --------- | ---- | ---- | ---- | ---- | ---- | ---- | ---- | ---- | ---- | ---- | ---- | ---- |
| Население |      |      | 677  | 902  | 1605 | 1802 | 1705 | 1321 | 1699 | 1538 | 1693 | 1235 |